# Yorgelis Rodríguez
Yorgelis Rodríguez (ur. 25 stycznia 1995) – kubańska lekkoatletka specjalizująca się w wielobojach.
W 2011 została wicemistrzynią świata juniorek młodszych, a rok później sięgnęła po złoty medal mistrzostw świata juniorów oraz wygrała mistrzostwa strefy NACAC. W 2014 zdobyła srebrny medal juniorskich mistrzostw świata w Eugene. Mistrzyni igrzysk panamerykańskich w siedmioboju (2015). Siódma wieloboistka igrzysk olimpijskich w Rio de Janeiro (2016), natomiast rok później uplasowała się tuż za podium na światowym czempionacie w Londynie.
Złota medalistka mistrzostw Kuby.
Rekord życiowy: siedmiobój lekkoatletyczny – 6742 pkt. (27 maja 2018, Götzis) – rekord Kuby, pięciobój – 4637 pkt. (2 marca 2018, Birmingham) – rekord Kuby.

## Osiągnięcia
| Rok  | Impreza                               | Miejsce         | Konkurencja          | Pozycja           | Wynik     |
| ---- | ------------------------------------- | --------------- | -------------------- | ----------------- | --------- |
| 2011 | Mistrzostwa świata juniorów młodszych | Lille Metropole | siedmiobój juniorski | 2. miejsce        | 5671 pkt. |
| 2012 | Mistrzostwa NACAC w wielobojach       | Ottawa          | siedmiobój           | 1. miejsce        | 5819 pkt. |
| 2012 | Mistrzostwa świata juniorów           | Barcelona       | siedmiobój           | 1. miejsce        | 5966 pkt. |
| 2013 | Mistrzostwa świata                    | Moskwa          | siedmiobój           | 12. miejsce       | 6148 pkt. |
| 2014 | Mistrzostwa świata juniorów           | Eugene          | skok wzwyż           | el. – 16. miejsce | 1,79      |
| 2014 | Mistrzostwa świata juniorów           | Eugene          | siedmiobój           | 2. miejsce        | 6006 pkt. |
| 2014 | Igrzyska Ameryki Środkowej i Karaibów | Xalapa          | siedmiobój           | 1. miejsce        | 5984 pkt. |
| 2015 | Igrzyska panamerykańskie              | Toronto         | siedmiobój           | 1. miejsce        | 6332 pkt. |
| 2015 | Mistrzostwa świata                    | Pekin           | siedmiobój           | 21. miejsce       | 5932 pkt. |
| 2016 | Igrzyska olimpijskie                  | Rio de Janeiro  | siedmiobój           | 7. miejsce        | 6481 pkt. |
| 2017 | Mistrzostwa świata                    | Londyn          | siedmiobój           | 4. miejsce        | 6594 pkt. |
| 2018 | Halowe mistrzostwa świata             | Birmingham      | skok wzwyż           | 13. miejsce       | 1,84      |
| 2018 | Halowe mistrzostwa świata             | Birmingham      | pięciobój            | 3. miejsce        | 4637 pkt. |
| 2018 | Igrzyska Ameryki Środkowej i Karaibów | Barranquilla    | siedmiobój           | 1. miejsce        | 6436 pkt. |
| 2019 | Igrzyska panamerykańskie              | Lima            | siedmiobój           | –                 | DNF       |
| 2021 | Igrzyska olimpijskie                  | Tokio           | siedmiobój           | –                 | DNF       |